# وایومینگ (شهرستان وپاکا، ویسکانسین)
وایومینگ (به انگلیسی: Wyoming) یک منطقهٔ مسکونی در ایالات متحده آمریکا است که در شهرستان وپاکا، ویسکانسین واقع شده‌است. وایومینگ ۹۳٫۸ کیلومتر مربع مساحت و ۲۸۵ نفر جمعیت دارد و ۲۸۴ متر بالاتر از سطح دریا واقع شده‌است.